# نشریه نقد حقوق هاروارد
مجله حقوقی هاروارد (به انگلیسی: Harvard Law Review) تأسیس ۱۸۸۷ یک نشریه ماهانه چاپ برترین متفکرین دانشجویی رشته حقوق و وکالت دانشگاه هاروارد است.
این نشریه معتبرترین نشریه رشته حقوق و وکالت در آمریکا محسوب می‌گردد.
باراک اوباما نخستین سیاهپوستی بود که به ریاست این سازمان انتشاراتی رسید.